# Jack McIlhargey
John Cecil „Jack“ McIlhargey (* 7. März 1952 in Edmonton, Alberta; † 19. Juli 2020 in Burnaby, British Columbia) war ein kanadischer Eishockeyspieler, -trainer und -scout, der im Verlauf seiner aktiven Karriere zwischen 1970 und 1982 unter anderem 420 Spiele für die Philadelphia Flyers, Vancouver Canucks und Hartford Whalers in der National Hockey League (NHL) auf der Position des Verteidigers bestritten hat. Anschließend war McIlhargey, der während seiner aktiven Zeit den Spielertyp des Enforcers verkörperte, bis zu seinem Tod als Trainer und Scout in der NHL und American Hockey League (AHL) in den Organisationen seiner Ex-Teams aus Vancouver und Philadelphia tätig.

## Karriere
McIlhargey verbrachte seine Juniorenzeit zwischen 1970 und 1972 in der British Columbia Junior Hockey League (BCJHL) und in der Western Canada Hockey League (WCHL). Zunächst war der Verteidiger in der Saison 1970/71 für die New Westminster Royals in der BCJHL aktiv, ehe er zur Spielzeit 1971/72 in die WCHL wechselte. Dort lief er zu Saisonbeginn für die Victoria Cougars auf, ehe er noch während der laufenden Spielzeit zum Ligakonkurrenten Flin Flon Bombers wechselte.
Nach dem Abschluss seiner Juniorenkarriere wurde der 20-Jährige im September 1972 als Free Agent von den Philadelphia Flyers aus der National Hockey League (NHL) verpflichtet, die zu dieser Zeit einen physisch und auf Härte ausgelegten Spielstil verfolgten, zu dem McIlhargeys Qualitäten gut passten. Dennoch setzten ihn die Flyers zunächst in ihren Farmteams ein, wodurch er in der Folge bei den Jersey Devils in der Eastern Hockey League (EHL), Des Moines Capitols in der International Hockey League (IHL) und Richmond Robins in der American Hockey League (AHL) spielte. Sein NHL-Debüt feierte er im Verlauf der Saison 1974/75, ehe er sich im folgenden Spieljahr in Philadelphias Kader etablierte und mit dem amtierenden Stanley-Cup-Sieger im Verlauf der Stanley-Cup-Playoffs 1976 die Finalserie erreichte. Diese ging allerdings gegen die Canadiens de Montréal verloren. Im Januar 1977 wurde McIlhargey gemeinsam mit Larry Goodenough zu den Vancouver Canucks transferiert. Diese schickten im Gegenzug Bob Dailey nach Philadelphia.
In Vancouver verbrachte der Abwehrspieler fast genau drei Jahre bis zum Januar 1980, ehe ihn die Philadelphia Flyers von den Canucks zurückkauften. In Philadelphia verblieb der Kanadier allerdings nur zehn Monate, da er bereits im November 1980 gemeinsam mit Norm Barnes zu den Hartford Whalers geschickt wurde. Den Whalers waren den beiden Spielern ein Zweitrunden-Wahlrecht im NHL Entry Draft 1982 im Austausch wert. Mit den Flyers hatte in den Stanley-Cup-Playoffs 1980 erneut die Finalserie erreicht. In Diensten Hartfords beendete McIlhargey am Ende der Saison 1981/82 im Alter von 30 Jahren seine aktive Karriere.
Nach einer zweijährigen Pause in Folge seines Rücktritts wurde McIlhargey zur Saison 1984/85 von seinem Ex-Team Vancouver Canucks als Assistenztrainer verpflichtet. Diesen Posten füllte er insgesamt sieben Spielzeiten unter mehreren Cheftrainern aus. Vor der Saison 1991/92 wurde er schließlich innerhalb der Organisation zum Cheftrainer des Farmteams Milwaukee Admirals aus der IHL befördert. Bereits nach einer Saison wechselte er als Trainer zu den Hamilton Canucks in die American Hockey League (AHL), die ebenfalls ein Kooperationspartner Vancouvers waren. Mit dem Franchise zog der Übungsleiter im Sommer 1994 auch ins US-amerikanische Syracuse im Bundesstaat New York um, wo es den Spielbetrieb unter dem Namen Syracuse Crunch fortsetzte. Zur Millenniumssaison 1999/2000 wurde er bis zum Sommer 2006 abermals Assistenztrainer der Vancouver Canucks. Anschließend arbeitete er eine Spielzeit als Scout.
Im Sommer 2007 kehrte McIlhargey wieder als Trainer hinter die Bande zurück, allerdings bei den Philadelphia Flyers, die ihn verpflichtet hatten. Von 2011 an war er bis 2020 dann als Scout der Flyers tätig, nachdem er in der Spielzeit 2009/10 von Kevin McCarthy als Assistenztrainer abgelöst worden war. McIlhargey verstarb im Juli 2020 im Alter von 68 Jahren in Burnaby in der kanadischen Provinz British Columbia an den Folgen einer Krebserkrankung.

## Karrierestatistik
(Legende zur Spielerstatistik: Sp oder GP = absolvierte Spiele; T oder G = erzielte Tore; V oder A = erzielte Assists; Pkt oder Pts = erzielte Scorerpunkte; SM oder PIM = erhaltene Strafminuten; +/− = Plus/Minus-Bilanz; PP = erzielte Überzahltore; SH = erzielte Unterzahltore; GW = erzielte Siegtore; 1 Play-downs/Relegation; Kursiv: Statistik nicht vollständig)